# Rivière Madeleine
Der Rivière Madeleine ist ein ca. 120 km langer Zufluss des Sankt-Lorenz-Golfs im Norden der Gaspésie-Halbinsel in der kanadischen Provinz Québec.

## Flusslauf
Der Rivière Madeleine hat sein Quellgebiet 4 km ostsüdöstlich des Mont de la Table im Osten des Parc national de la Gaspésie. Der 975 m hoch gelegene Lac Charles-Côté bildet den Ursprung des Flusses. Von dort fließt er anfangs eta 10 km nach Süden und wendet sich anschließend in Richtung Ostnordost. Er durchfließt die Monts Chic-Chocs in der MRC La Haute-Gaspésie und mündet schließlich in der Gemeinde Sainte-Madeleine-de-la-Rivière-Madeleine am Cap de la Madeleine in den Sankt-Lorenz-Golf. Der Rivière Madeleine entwässert den Norden der Gaspésie-Halbinsel. Sein Einzugsgebiet umfasst 1267 km². Der mittlere Abfluss  am Pegel 02QC001 bei Flusskilometer 8 für den Messzeitraum 1953–1996 betrug 28,6 m³/s.

## Hydrometrie
Im folgenden Schaubild werden die mittleren monatlichen Abflüsse des Rivière Madeleine am Pegel 02QC001 bei Flusskilometer 8 für den Messzeitraum 1953–1996 in m³/s dargestellt.